# Aspasiodes
Aspasiodes är ett släkte av fjärilar. Aspasiodes ingår i familjen praktmalar, Oecophoridae.
Kladogram enligt Catalogue of Life:
| Aspasiodes | \| \| Aspasiodes allophyla \| \| \| \| \| \| Aspasiodes epicompsa \| \| \| \| \| \| Aspasiodes gennaea \| \| \| \| \| \| Aspasiodes xanthospila \| \| \| \| |
|            | \| \| Aspasiodes allophyla \| \| \| \| \| \| Aspasiodes epicompsa \| \| \| \| \| \| Aspasiodes gennaea \| \| \| \| \| \| Aspasiodes xanthospila \| \| \| \| |
|            | Aspasiodes allophyla |
|            | |
|            | Aspasiodes epicompsa |
|            | |
|            | Aspasiodes gennaea |
|            | |
|            | Aspasiodes xanthospila |
|            | |